# Режим зворотного зв'язку за виходом
Режим зворотного зв'язку за виходом (англ. Output Feedback, OFB) — одна з відмін використання симетричного блочного шифру.  Особливістю режиму є те, що в якості вхідних даних для алгоритму блочного шифрування не використовується саме повідомлення.  Замість цього блоковий шифр використовується для генерації псевдовипадкового потоку байтів , який за допомогою операції XOR складається з блоками відкритого тексту. Подібна схема шифрування називається потоковим шифром (англ. stream cipher).